# A lovak viselkedési formái

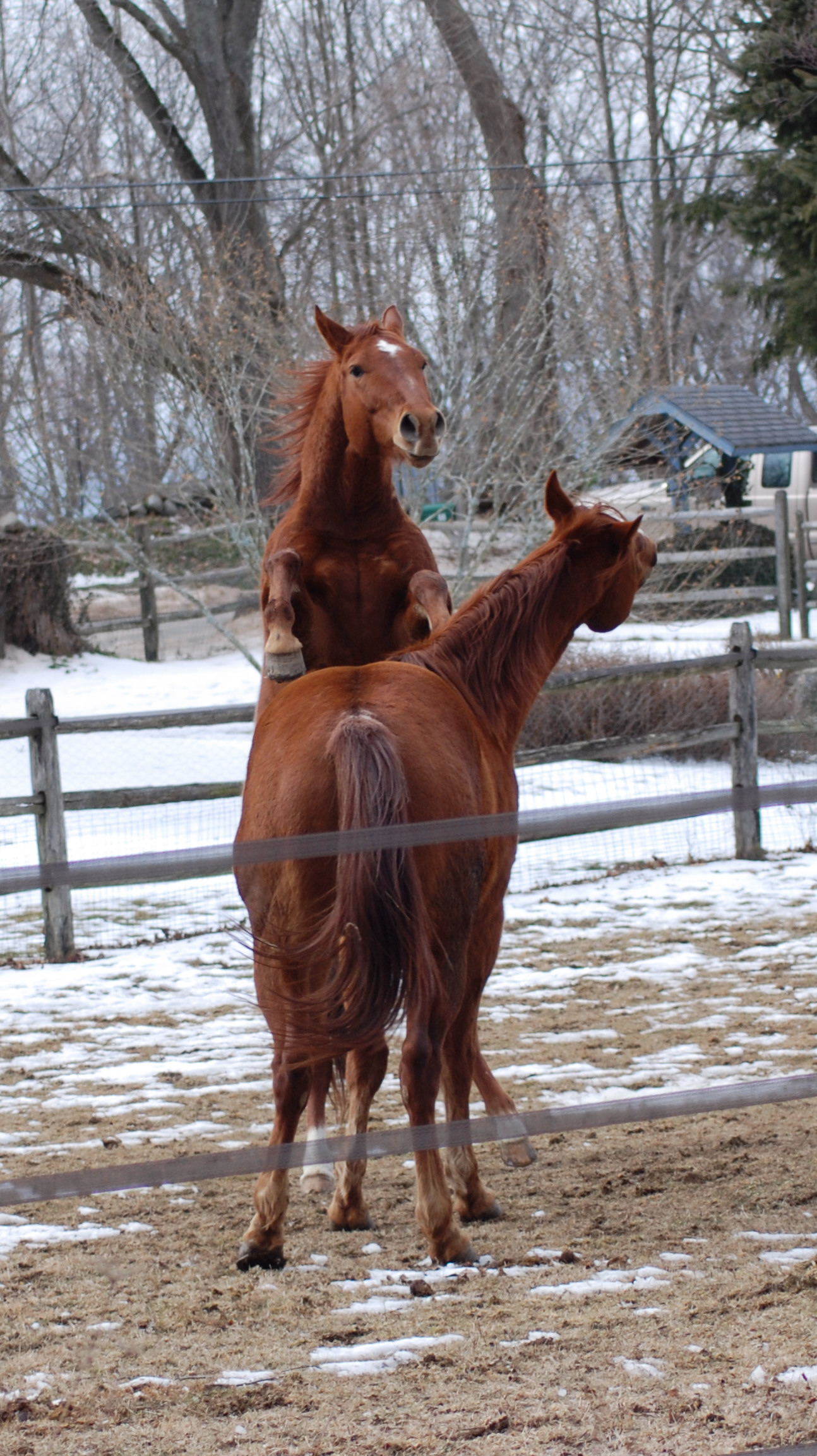
Játszó lovak

A lovak mozdulatokkal kommunikálnak egymással,  illetve így fejezik ki, hogyan érzik magukat. A fülek, a lábak, a farok, az orr és a szemek nagyon beszédesek lehetnek. Ha megfigyeljük ezeket a jelzéseket, kitalálhatjuk, milyen kedve van a lónak. A lovak egymás kifejezéseit ösztönösen megértik, azonban mi is megtanulhatjuk, hogyan lehet olvasni a különféle jelekből. A lovak testbeszédének ismerete nagy segítségünkre lehet abban, hogy meg tudjuk jósolni, különböző helyzetekben hogyan fog viselkedni a ló.

## Érzelmek kinyilvánítása
- Undor: A ló félig leszorítja füleit, orrlyukait mozgatja. A száját ugyan nem nyitja ki, de felső ajkát hátrahúzhatja.

- Fenyegetés: A füleit hátracsapja („sunyít”) , az orrlyukai kitágulnak, a száját kinyitja, néha pedig még vicsorog is.

- Ijedtség: A füleit általában hátrafordítja, főként, ha olyasmitől rémül meg, ami a háta mögött van. A szemét nagyra nyitja, csakúgy, mint az orrlyukait. Néha még a szeme fehérje is látszik, mivel a ló arrafelé kezd nézni, amerről a veszélyt érzi.

- Elégedettség: Amikor a ló nyugodt és jól érzi magát, felső ajka hosszabbnak tűnik, mint az alsó, és affölé nyúlik. A füleit lazán oldalra billenti.

- Figyelem: A fülei előre merednek („hegyezi a fülét”) , az orrlyukai valamelyest kitágulnak. Ha valami különös szagot érez, akkor szaglászás közben a felső ajkát mozgatja.

- Álmosság: Amikor a ló álmos, leereszti a fejét és fülei lekonyulnak. Az alsó ajkát kissé lebiggyeszti, a szemei pedig félig becsukódnak. Alvás közben a szemét behunyja, a fejét még mélyebbre süllyeszti, alsó ajka pedig még jobban elernyed.

- Ásítás: A ló akkor ásít, ha pihen, jól érzi magát, unatkozik vagy éppen fáradt. Felemeli a fejét, fülei előre néznek, majd a száját nagyra nyitja. Felső és alsó ajka hátrahúzódik, így láthatóvá válnak a fogai.

## A lovak kapcsolata az emberrel
A lovak és az ember kapcsolata eleinte meglehetősen sivárnak volt mondható, hiszen őseink főleg vadászták ezeket az állatokat. Háziasításuk után az első időben csupán húsukért és tejükért tartották a lovakat, de i. e. 40. század környékén az ukrán sztyeppék lakói lehettek az elsők, akik rájöttek, hogy kellő idomítással lovaglásra lehet nevelni a félvad állatokat. Ekkortól aztán a ló szerepe – főleg katonai hasznosítása miatt – rettentően megnőtt. Ezt csak tovább növelte a lovak mezőgazdasági célú felhasználása, a kerék és a fogat feltalálása, ami miatt nem meglepő, hogy az ókori nagy civilizációk majd' mindegyike fontos szerepet szánt a lovaknak.